# Innenpolmaschine

Schnitt durch eine Schenkelpolmaschine

Schnitt durch eine Vollpolmaschine

Die Innenpolmaschine stellt eine Bauart von Einphasen- und Drehstrom-Synchronmaschinen dar. Bei Maschinen dieser Bauart ist die Erregung im Läufer untergebracht. Die Erregung kann durch Spulen oder Permanentmagnete realisiert werden, die im Läufer eingebracht sind. Das Gegenstück zur Innenpolmaschine bildet die Außenpolmaschine.

Bauformen der Innenpolmaschine in Abhängigkeit von der Bemessungsdrehzahl:
Die Bauform des Läufers der Innenpolmaschine hängt von der Läuferdrehzahl ab und ergibt sich aus der Netzfrequenz, an der die Synchronmaschine betrieben wird. Die Läuferdrehzahl ergibt sich wie folgt:
{\displaystyle n_{N}={f\cdot 60 \over p}}  (die 60 dient dazu, die berechnete Drehzahl auf eine Minute zu beziehen)
Für eine Maschine mit der Polpaarzahl {\displaystyle p=3}, die an einem 50-Hz-Netz betrieben wird, ergibt sich eine Drehzahl von 1000 min−1. Bei steigender Polpaarzahl ergibt sich eine geringere Drehzahl und umgekehrt.

## Bauformen
Man unterscheidet zwei Bauformen:
1. Schenkelpolläufer haben einen großen Durchmesser, bei geringer Länge und Platz für viele paarweise angeordnete ausgeprägte Magnetpole (Polpaare). Sie eignen sich für Drehzahlen bis 1000 min−1. Für Drehzahlen darüber hinaus sind sie ungeeignet, da durch den großen Durchmesser hohe Fliehkräfte auf die Maschine wirken.
2. Vollpolläufer werden bei hohen Drehzahlen, also wenigen Polpaaren, eingesetzt. Der Läufer ist mit einem geringen Durchmesser, aber umso größerer Baulänge aus widerstandsfähigen Chrom-Nickel-Stahl massiv gefertigt. Die Erregerwicklung ist in Nuten des Läufers eingebracht.